# تاريخ أذربيجان
تاريخ أذربيجان هو تاريخ المنطقة التي تشكل ما يسمى حاليًا جمهورية أذربيجان. من الناحية الطوبوغرافية، يحيط بالأرض المنحدرات الجنوبية لجبال القوقاز في الشمال، وبحر قزوين في الشرق، والمرتفعات الأرمينية في الغرب. حدودها الطبيعية في الجنوب أقل وضوحًا، وهناك تندمج البلاد مع الهضبة الإيرانية.
تأسس كيان ألبانيا القوقازية على ترابها في العصور القديمة. كانت اللغة الألبانية القوقازية التي تحدث بها مؤسسو ألبانيا القوقازية على الأرجح سابقة للغة أودي الحالية المهددة بالانقراض والتي يتحدث بها شعب الأودي. تشاركت أراضي جمهورية أذربيجان وإيران التاريخ نفسه منذ عهد الميديين والإمبراطورية الأخمينية، حتى مجيء الروس في القرن التاسع عشر. حافظت أذربيجان على طابعها الإيراني حتى بعد الغزو العربي لإيران وتحول سكان المنطقة إلى الإسلام. لاحقًا بعد أربعة قرون، دخلت قبائل أتراك الأوغوز تحت حكم السلالة السلجوقية إلى المنطقة، وأصبح نتيجة لذلك عدد السكان الأتراك كبيرًا في أذربيجان. تضاءل عدد الناطقين باللغة الفارسية بشكل تدريجي على مر القرون مع اختلاط السكان الأصليين مع المهاجرين البدو الأتراك، ونشأت بذلك لهجة تركية تعرف في الوقت الحاضر بالأذربيجانية (أو الأذرية التركية).
بعد الحروب الروسية الفارسية بين عامي 1804-1813 وبين 1826-1828، أجبرت الدولة القاجارية الإيرانية على التنازل عن أراضيها القوقازية لصالح الإمبراطورية الروسية؛ حددت معاهدات كلستان في عام 1813 وتركمانجاي في عام 1828 الحدود بين روسيا القيصرية وإيران القاجارية. كانت المنطقة الواقعة شمالي أراس إيرانية حتى احتلتها روسيا خلال القرن التاسع عشر. اعترفت إيران القاجارية بالسيادة الروسية على خانات ييرفان(الأجزاء الأخيرة من أذربيجان التي ما تزال تحت سيطرة إيران) وفقًا لمعاهدة تركمانجاي.
في الفترة التي تلت ذلك، في منطقة شرق القوقاز التي سيطرت عليها روسيا بعد إيران، ظهرت هوية وطنية أذربيجانية في نهاية القرن التاسع عشر. تأسست الجمهورية الأذربيجانية في عام 1918 بعد أكثر من 80 عامًا من كونها جزءًا من الإمبراطورية الروسية في القوقاز. اختار حزب المساواة الحاكم اسم «أذربيجان» لأسباب سياسية، وقد استخدم لتحديد المنطقة المجاورة لشمال غرب إيران. غزت القوات السوفييتية أذربيجان في عام 1920، مما أدى إلى تأسيس جمهورية أذربيجان الاشتراكية السوفييتية. تشكلت الهوية الوطنية الأذربيجانية أخيرًا في بداية الحقبة السوفييتية. بقيت أذربيجان تحت الحكم السوفييتي حتى انهيار الاتحاد السوفييتي في عام 1991، الذي أُعلن بعده عن جمهورية أذربيجان المستقلة. شكلت العلاقات العدائية مع جمهورية أرمينيا المجاورة ونزاع مرتفعات قره باغ نقاطًا محورية في السياسة الأذربيجانية منذ الاستقلال.

## عصور ما قبل التاريخ
تشمل عصور ما قبل التاريخ العصور الحجرية والبرونزية والحديدية. العصر الحجري مقسم إلى ثلاث فترات هي: العصر الحجري القديم، والعصر الحجري المتوسط والعصر الحجري الحديث.

### العصر الحجري القديم
يقسم العصر الحجري القديم إلى ثلاث فترات: الدنيا والوسطى والعليا. بدأ مع أول استيطان للبشر في المنطقة واستمر حتى الألفية الثانية عشر قبل الميلاد.
يعد كهف أزوخ في مقاطعة فضولي موقعًا لواحد من أقدم مساكن الإنسان البدائي في أوراسيا. عثر في الطبقات الدنيا من الكهف على بقايا تعود للحضارة ما قبل الأشولينية عمرها 700 ألف سنة على الأقل. اكتشف مامادالي حسينوف في الطبقة الأشولينية منه في عام 1968 عظم فك جزئي للإنسان الأولي عمره 300 ألف عام؛ وكانت هذه أقدم بقايا بشرية اكتُشفت على الإطلاق في الاتحاد السوفييتي.
يمتلك العصر الحجري القديم الأدنى في أذربيجان، المعروف بثقافة الغوروشاي، سمات مشابهة لثقافة خليج أولدوفاي في تانزانيا. يتمثل العصر الحجري القديم أيضًا باكتشافات في كهوف أفيداج وتاغلار ودامجيلي، وزار وياتاغيري وداش سالاخلي وقزما وغيرها من المواقع.

### العصر الحجري المتوسط
يتمثل العصر الحجري المتوسط، الذي استمر تقريبًا من عام 12000 حتى 8000 قبل الميلاد، بكهوف في متنزه غوبوستان الوطني (قرب باكو) ودامجيلي (في منطقة قازاخ). تصور المنحوتات الصخرية في غوبوستان الصيد وصيد الأسماك والعمل والرقص. تصور النقوش الصخرية التي يعود تاريخها إلى ما قبل 8000 إلى 5000 عام قوارب طويلة (تشبه سفن الفايكينغ)، مما يشير إلى وجود صلة بأوروبا القارية والبحر المتوسط.

### العصر الحجري الحديث
يتمثل العصر الحجري الحديث الذي يشمل الألفية السابعة والسادسة قبل الميلاد، بثقافة شولافيري-شومو في مقاطعة أغاستافا؛ والاكتشافات في دامجيلي وغوبوستان وكولتيب (في ناخشيفان) وتويريتيب، وثورة العصر الحجري الحديث في الزراعة.

### العصر النحاسي
يعد العصر النحاسي (أو العصر الحجري الأحدث)، الذي يمتد من الألفية السادسة حتى الألفية الرابعة قبل الميلاد، فترة التحول من العصر الحجري إلى العصر البرونزي. تعد جبال القوقاز غنية بالنحاس الخام، مما يسهل تطوير صهر النحاس في أذربيجان. اكتشف عدد من المستوطنات في شوموتبه، وتويراتبه، وجينيتبه، وكولتبه وأليكوميكتبه وإيانليتبه، وتشير القطع الأثرية المؤرخة بالكربون إلى أن السكان بنوا المنازل وصنعوا أدوات نحاسية ورؤوس سهام، وكانوا معروفين بالزراعة غير المروية.

### العصور البرونزية والحديدية
بدأ العصر البرونزي في النص الثاني من الألفية الرابعة قبل الميلاد وانتهى في النصف الثاني من الألفية الثانية قبل الميلاد في أذربيجان، وبدأ العصر الحديدي في حوالي القرن السادس والسابع قبل الميلاد. يقسم العصر البرونزي إلى ثلاث فترات (المبكرة والمتوسطة والمتأخرة)، وقد تمت دراسته في مقاطعات ناخشيفان وكنجه ومينجاشيفير وداشكسن.
يتميز العصر البرونزي المبكر بحضارة كورا-أراكسس، والعصر البرونزي الأوسط بصناعة الخزف الملون وحضارة صناعة الفخار. يظهر العصر البرونزي المتأخر في ناخيتشيفان (نخجوان) وفي ثقافتي خوجالي-غداباي وتاليش-موغان.
كشفت أبحاث في عام 1890 قام بها جاك دي مورغان في جبال تاليش، بالقرب من لانكاران، عن وجود أكثر من 230 مقبرة تعود إلى العصر البرونزي المتأخر والعصر الحديدي المبكر. اكتشف إي.روسلر مواد تعود إلى العصر البرونزي المتأخر في قره باغ وكنجه بين عامي 1894 و1903. أجرى جيه.هوميل بحثًا منذ عام 1930 حتى عام 1941 في مقاطعتي غويغول وقره باغ في مواقع معروفة باسم باروز الأولى والثانية ومواقع أخرى من العصر البرونزي المتأخر.
اكتشف عالم الآثار وولتر كريست من المتحف الأمريكي للتاريخ الطبيعي نسخة من لعبة كلاب الصيد وأبن آوى عمرها 4000 عامًا وتعود إلى العصر البرونزي في متنزه غوبوستان الوطني في عام 2018. تم التعرف على اللعبة نفسها التي كانت مشهورة في مصر، في بلاد الرافدين والأناضول في ذلك الوقت، في قبر الفرعون المصري أمنمحات الرابع.
ربما يكون ألبانيو جبال القوقاز أقدم سكان أذربيجان المعروفين. تضمن الغزاة الأوائل السكوثيين خلال القرن التاسع قبل الميلاد. أصبح جنوب القوقاز جزءًا من الإمبراطورية الأخمينية حوالي 550 قبل الميلاد، وانتشرت الزرادشتية في أذربيجان.

## الفتح الإسلامي
وعندما فتح المسلمون فارس فتحوا أيضًا أذربيجان، وكان ذلك في القرن الأول الهجري، وانتهى الأمر بدخول الأذربيجانيين في الإسلام، وقد أدى انتشار الإسلام في المنطقة إلى تعزيز العلاقات الاقتصادية والاجتماعية والثقافية في صفوف الشعب الأذربيجاني.
وفي العصر العباسي حدثت بعض الانتفاضات في المنطقة كان أبرزها حركة الخرجيين التي قضى عليها المعتصم بالله سنة 223 هـ/ 838م، ولما ضعفت الخلافة العباسية أخذت تقوم دعوات الانفصال في البلدان التابعة لها، وقد انتهز الإقطاعيون في أذربيجان هذا الوضع لبسط سيطرتهم، وعندما سقطت الخلافة علي يدالمغول كانت قد نشأت ممالك شاكى وموغانية جنبًا إلى جنب مع مملكة شيروان.

## حكم الاتراك
وفي أواسط القرن الحادي عشر الميلادي استولى الأتراك السلاجقة على آسيا الصغرى وعلى خراسان وأصفهان في بلاد فارس، وتغلغلوا حتى وصلوا أذربيجان، فضموا إليهم دولة الشداديين والرواديين، أما ملوك شيروان فقد استطاعوا الاحتفاظ بسلطتهم لقاء خراج كبير. وعندما ضعفت دولة السلاجقة قامت في أذربيجان الجنوبية وإيران وناخجيوان دولة كبيرة قوية هي دولة الأتابكيين، وعاصمتها تبريز.
لم يستطع الأذربيجانيون تنظيم أنفسهم للدفاع عن بلادهم ضد المغول، بسبب افتقادهم دولة مركزية، ومع ذلك فقد قاوموا مقاومة شديدة في كل مكان، وقد سبب الغزو المغولي للبلاد أضرارًا اقتصادية جسيمة، وعندما بدأت الدولة المغولية تضعف في أذربيجان أواخر القرن الرابع عشر انتهز حكام الولايات الداخلية ذلك وعملوا على الاستقلال، وفي زمن خلفاء تيمورلنك حصل إبراهيم الأول على حرية التصرف وأخذ يُوَحِّد أذربيجان تحت حكمه، واستولى بادئ الأمر على تبريز سنة 1406م.

## دول أذربيجان
وأسس في الولايات الجنوبية لأذربيجان دولتان هما: قاراقونلو أي دولة الشاة السوداء وآغ قويونلو أي الشاة البيضاء من قبل قبائل تركية، والتي ضعفت أيضًا إلى أن انتقلت السلطة إلى الصفويين.
وقامت انتفاضات مسلَّحة ضد الحكومة، كان نادر شاه يقمعها، واستشرت الثورة في مناطق أذربيجان كافة بين عامي 1743م و 1747م. وفي هذا العام قُتِل نادرشاه في قصره، ثم أدى الصراع بين الإقطاعيين على الحكم إلى انهيار الدولة المركزية نهائيًا. وقامت على الأراضي الأذربيجانية دول إقطاعية مستقلة بلغت أربع عشرة مملكة وخمس سلطنات، وفي أواخر القرن الثامن عشر استولى آغا محمد شاه قاجار على الحكم في إيران، فضم جميع خانيات آذربيجان الجنوبية لنفسه، ونقل مركز الدولة إلى طهران، وبعدما انتهى من المناطق الجنوبية أخذ يحتل الخانيات الشمالية، وخانيات القوقاز الجنوبية كافة، وجمع جيوشه في بداية صيف عام 1795م وزحف إلى ما وراء القوقاز وهو يُدَمِّر تدميراً شاملاً جميع القرى والمناطق السكنية والواقعة على طريقه.

## تدخل روسيا القيصرية
أدت أحداث القوقاز إلى دفع روسيا القيصرية لاحتلال القوقاز فاستولت على دربند وخضعت لها خانيات عديدة في أذربيجان، ولتوجه روسيا المؤقت تجاه فرنسا وذلك عام 1796م، خلا الجو لآغا محمد شاه مرة أخرى فتغلغل في أذربيجان بجيش كبير إلا أنه قُتِل في مدينة شوشا، وتشَتَّتَت الجيوش الإيرانية لغياب القيادة.
وابتداءً من عام 1803م أخذت روسيا القيصرية تسيطر تدريجيًّا على أذربيجان، واصطدمت مع إيران، وانتهى هذا الصدام بمعاهدة سلام وقَّعَها الطرفان في قرية توركمان جاي جنوب مدينة تبريز في 10 فبراير 1828م، قضت أن تخرج الجيوش الروسية بموجبها من آذربيجان الجنوبية، على أن تبقى في إيراوان وناخجيوان.

### حول السيطرة الروسية
وتجدر الإشارة هنا إلى أن بعض الباحثين والسياسيين لايزالون يعتقدون إلى اليوم أن للاحتلال الروسي جوانب إيجابية، ولم ينظر هؤلاء إلى أن الشعب الأذربيجاني فقد استقلاله، وانقسم إلى قسمين يختلف بعضهما عن بعض في تطوره الاجتماعي والاقتصادي والسياسي والثقافي، وأن أذربيجان غدت مصدر مواد خام لروسيا وسوقًا لبضائعها، وغدا اقتصاد البلاد اقتصاد مستعمرة تابعة.
وقد حدثت في أذربيجان انتفاضات عديدة منذ القرن التاسع عشر الميلادي، واشتدت المظاهرات في القرن العشرين في العام 1988م في الساحة التي أطلق عليها اسم "ساحة الحرية"، انتقل الشعب بعد تفريق هذه المظاهرات من حركة النضال العفوية إلى تنظيم نفسه، ولما طالب أهالي باكو باستقالة رئيس الجمهورية أياز مطلبوف قامت وحدات من الجيش الروسي بتطويق المدينة، أما الوطنيون الذين أقاموا الحواجز لإيقاف الوحدات العسكرية فقد باتوا ليلة 20 يناير من العام 1990م هدفًا لنيران الأسلحة الثقيلة، وسقط الحائط الدموي الذي أقاموه، مما أفقد الأذربيجانيين ثقتهم بموسكو، واشتد النضال من أجل الحصول على الاستقلال الوطني، وهكذا بناء على طلب القوى السياسية صدر يوم 30 أغسطس العام 1991م بيان سياسي حول إعادة الاستقلال الرسمي لجمهورية أذربيجان، وأُعْلِن الدستور يوم 8 أكتوبر.